# Flugplatz Pfarrkirchen

i7
i11
i13
Der Flugplatz Pfarrkirchen (ICAO-Code: EDNP) ist der Sonderlandeplatz der Stadt Pfarrkirchen im niederbayerischen Landkreis Rottal-Inn. Er wird vom Luftsportclub Pfarrkirchen e. V. betrieben und hauptsächlich für Segelflug genutzt.

## Geografie
Der Flugplatz liegt orografisch links im Tal der Rott, etwa auf halbem Weg zwischen Pfarrkirchen und Eggenfelden auf einer Höhe von 386 m. Naturräumlich befindet er sich im Rottal und zwei Kilometer östlich liegt der Rottauensee.
Nördlich parallel zu der Landebahn verlaufen die Bundesstraße 388 und die Bahnstrecke Passau–Neumarkt-Sankt Veit, zu der in Hebertsfelden und Pfarrkirchen Zustiegsmöglichkeiten bestehen.

## Geschichte
Der Segelverein wurde 1950 gegründet und in den Folgejahren das Gelände entwickelt.
Vom 8. bis zum 15. August 2009 richtete der LSC Pfarrkirchen die Blockmeisterschaft Segelkunstflug, die Qualifikationswettbewerb zur Deutschen Meisterschaft, am Flugplatz Pfarrkirchen aus. Seither werden im zweijährigen Turnus Hallenfeste auf dem Flugplatz veranstaltet, zu denen auch die Anlieger der Umgegend eingeladen sind, was die Akzeptanz für die Fliegerei in der Bevölkerung fördert.

## Infrastruktur
Auf dem Flugplatz bestehen ein Wirtschaftsgebäude mit ebenerdigen Flugleitstand, ein Hangar und das Vereinsheim. Die Landebahn hat eine markierte Länge von 700 × 25 m, kann jedoch auf etwa 1000 m genutzt werden. Es gibt eine Doppeltrommelwinde für den Windenstart und einen mobilen Flugleitstand. Die Funkfrequenz der Flugleitung Pfarrkirchen ist 119,980 MHz. Weiterhin sind auf dem Gelände neben der Flugzeughalle eine Werkstatt, eine Tankmöglichkeit für Super bleifrei, Garagen, ein Schulungsraum sowie Übernachtungsmöglichkeiten, Sanitäreinrichtungen und die Martins-Klause mit Küche vorhanden.

## Informationen für Piloten

Platzrunde am Flugplatz Pfarrkirchen

Der Flugplatz ist für Luftfahrzeuge aller Art bis 2000 kg Höchstabfluggewicht (MTOW) zugelassen und hat keine geregelten Betriebszeiten. Der Flugbetrieb findet meist an den Wochenenden und Feiertagen statt. Eine Landung ist nur nach vorheriger Anmeldung möglich (PPR). Der Platz führt den ICAO-Code EDNP.
Am Flugplatz Pfarrkirchen befindet sich die Platzrunde aufgrund des zum Verkehrslandeplatz Eggenfelden anfliegenden Instrumentenflugverkehrs unabhängig von der Windrichtung stets im Norden.

## Zwischenfälle
Am 31. August 2002 verunglückte ein Flugzeug vom Typ Scheibe Bergfalke III bei der Landung. Der Pilot wurde hierbei schwer verletzt und das Fluggerät schwer beschädigt:17